# Scopula erebospila
Scopula erebospila är en fjärilsart som beskrevs av Oswald Beltram Lower 1902. Scopula erebospila ingår i släktet Scopula och familjen mätare. Inga underarter finns listade.